# Pete du Pont
Pierre Samuel Du Pont (22 de janeiro de 1935 – Wilmington, 8 de maio de 2021) foi um político norte-americano que serviu como governador do estado do Delaware, no período de 1977 a 1985, pelo Partido Republicano.

## Morte
Du Pont morreu em 8 de maio de 2021, aos 86 anos de idade, em Wilmington.